# Brachionichthys
Brachionichthys är ett släkte av fiskar. Brachionichthys ingår i familjen Brachionichthyidae.
Kladogram enligt Catalogue of Life:
| Brachionichthys | \| \| Brachionichthys australis \| \| \| \| \| \| Brachionichthys hirsutus \| \| \| \| |
|                 | \| \| Brachionichthys australis \| \| \| \| \| \| Brachionichthys hirsutus \| \| \| \| |
|                 | Brachiopsilus                                                                          |
|                 |                                                                                        |
|                 | Pezichthys                                                                             |
|                 |                                                                                        |
|                 | Sympterichthys                                                                         |
|                 |                                                                                        |
|                 | Thymichthys                                                                            |
|                 |                                                                                        |
|                 | Brachionichthys australis                                                              |
|                 |                                                                                        |
|                 | Brachionichthys hirsutus                                                               |
|                 |                                                                                        |

|  | Brachionichthys australis |
|  |                           |
|  | Brachionichthys hirsutus  |
|  |                           |